# 诺基亚 Asha 202
诺基亚 Asha 202（中国大陆称诺基亚 2020）是诺基亚出品的一款触键双用、支持双SIM卡切换的手机，是诺基亚Asha系列中的一款，它使用的是Series 40 开发者平台1.1以及Nokia OS系统。用户可以通过诺基亚应用商店免费下载40款EA正版游戏。